# Coniopteryx haitiensis
Coniopteryx haitiensis là một loài côn trùng trong họ Coniopterygidae thuộc bộ Neuroptera. Loài này được Smith miêu tả năm 1931.